# 哈拉峻乡
哈拉峻乡，是中华人民共和国新疆维吾尔自治区克孜勒苏柯尔克孜自治州阿图什市下辖的一个乡镇级行政单位。

## 行政区划
哈拉峻乡下辖以下地区：
琼哈拉峻村、欧吐拉哈拉峻村、阿亚克苏洪村、谢依特村、克孜勒套村、皮羌村、古尔库热村、库铁热克村、伊额孜村、西里比里村和坎阿热力村。